# Trochalus motoensis
Trochalus motoensis är en skalbaggsart som beskrevs av Louis Burgeon 1943. Trochalus motoensis ingår i släktet Trochalus och familjen Melolonthidae. Inga underarter finns listade i Catalogue of Life.